# Nguyễn Trãi, Thường Tín
Nguyễn Trãi là tên một xã nằm ở phía tây huyện Thường Tín, thành phố Hà Nội, Việt Nam. Xã Nguyễn Trãi nằm ở tả ngạn sông Nhuệ.

## Địa giới hành chính
- phía tây giáp các xã Tân Minh và Tiền Phong.
- phía nam giáp xã Dũng Tiến.
- phía đông giáp xã Quất Động.
- phía bắc giáp các xã Văn Phú và Hà Hồi.

## Đơn vị hành chính
Gồm 9 thôn:
- Lộc Dư (xưa là thôn Lộc Dư xã Hoàng Phúc tổng La Phù).
- Hòe Thị.(Xưa là thôn Thượng Phúc, xã Hoàng Phúc, Tổng La Phù)
- Mai Sao.
- Mễ Sơn.
- Đình Tổ.
- Xóm Bến.
- Gia Khánh.
- Gia Phúc (xưa là xã Gia Phúc tổng La Phù).
- Vĩnh Mộ (xưa là thôn Vĩnh Mộ xã Tả Giai tổng Đông Cứu).

Đầu thế kỷ 19 các thôn trên của xã Nguyễn Trãi là các làng xã thuộc các tổng La Phù, Đông Cứu của huyện Thượng Phúc phủ Thường Tín trấn Sơn Nam Thượng

## Di tích lịch sử
Chùa Đậu thuộc thôn Gia Phúc, trong chùa có 2 hòa thượng được ướp xác lâu năm. Lễ hội chùa Đậu diễn ra vào ngày mùng 8,9,10 tháng giêng âm lịch.
Chùa Vĩnh Mộ: trong chùa có đền thờ Quỳnh Hoa thánh mẫu.
Thôn Vĩnh Mộ có đền thờ và sự tích Nguyễn Bính, Bản Quán Thành Hoàng Hiển Ứng Linh Chương Tôn Thần thời 12 sứ quân, là vị tướng nhà Đinh có công giúp Đinh Bộ Lĩnh đánh dẹp 12 sứ quân.
Thôn Lộc Dư có cổng làng được xây dựng từ thời xa xưa, giếng nước sân đình và đặc biệt có đền thờ "Cô Bơ bông: người giúp việc cho mẫu thoải cực kỳ linh thiêng.
Thôn Hòe Thị có đền thờ Đức thần hoàng Dương Trực Nguyên người có công xây dựng và mở mang thôn.